# SVG
O Gráfico Vetorial Escalável, do inglês Scalable Vector Graphic (extensão .svg), mais conhecido pela abreviatura SVG, é arquivo XML aberto (não proprietário) que representa desenhos e gráficos bidimensionais de forma vetorial (usando fórmulas matemáticas) compatível com websites (na forma estática, dinâmica, ou animada), criada pela World Wide Web Consortium (W3C) em 1999. Umas das principais características dos gráficos vetoriais é poder ser ampliado ou reduzido sem perder a qualidade/resolução de imagem.
SVG é suportado por todos os navegadores Web modernos de forma nativa ou através de bibliotecas JavaScript (suporte nativo no Internet Explorer só é possível a partir da  versão 9). Bibliotecas JavaScript permitem suporte limitado em navegadores mais antigos.

## Descrição
SVG é um XML que desenha vetores gráficos. A grande diferença entre o SVG e outros formatos vetoriais, é o fato de ser um formato aberto, não sendo propriedade de nenhuma empresa. desenvolvido desde 1999 por um grupo de trabalho da World Wide Web Consortium, (responsável por definir outros padrões, como o HTML/XHTML) com base nos formatos PGML, da Adobe, e VML, da Microsoft, submetidos ao W3C por essas empresas em 1998.
O arquivo vetorial armazena a imagem usando fórmulas matemáticas baseada em grade de pontos e linhas (ao contrário do arquivo rasterizado baseado em pixels, como o formato JPEG). Assim, o arquivo SVG geralmente é menor que o arquivo raster, que são compostos por muitos pixels coloridos.
A criação deste formato foi baseada em outros existentes: CSS, DOM, JPEG, PNG, SMIL e, XML. O formato SVG, neste momento, permite três tipos de objetos gráficos:
- formas geométricas vetoriais (isto é, linhas e curvas descritas matematicamente, ao contrário das imagens bitmap compostas por pixels)
- imagens raster / bitmap
- texto: o SVG trata o texto como texto puro (não salva o texto como desenho).[1]

Quanto ao armazenamento, as imagens no formato SVG podem ser gravadas com a compressão gzip, sem perda de dados, podendo-se chamar neste caso, ficheiros SVGZ (assim como a extensão). Devido ao XML conter muitos dados redundantes, pode ser comprimido, resultando em ficheiros bastante menores. No entanto muitas vezes, o formato SVG já é por si menor que a sua versão em raster.
O fato do SVG salvar o texto como texto puro, facilita os leitores de tela escanearem as palavra contida nas imagens SVG; útil para as pessoas que usam scannes para ler as páginas online. E os algoritmos dos sites de pesquisa também conseguem ler e indexar textos da imagem SVG.

## História
A história deste tipo de arquivo (SVG) ocorre no final da década de 1990, quando o consórcio World Wide Web Consortium (W3C) solicitou aos desenvolvedores propostas para um novo formato de imagem vetorial. Seis propostas apareceram e ajudaram a construir o formato do W3C.
Até 2017 o SVG não era popular, então as pessoas começaram a ver os benefícios de usar imagem vetorizada nos navegadores Web modernos, tornando-se então popular.

## Visualização online
Gráficos SVG podem ser visualizados directamente nos principais navegadores, com suporte limitado nas versões mais antigas.
- Opera (desde versão 8.0)
- Firefox desde 2005. Suporte a animação SMIL, desde 2011 (versão 4.0)
- WebKit (Apple Inc. Safari e Google Chrome, desde 2006).
- Microsoft Internet Explorer, desde 2011 (versão 9.0)

## Impacto potencial
Com o compromisso da Adobe em suportar o formato em suas ferramentas, que sabidamente são largamente utilizadas por profissionais em editoração (para a web ou não), além do fato do padrão ser baseado em texto seguindo os padrões XML, o que torna fácil o aprendizado por imitação, é provável que a produtividade de seus usuários muito rapidamente alcance os níveis daqueles de formatos tradicionais. Isto deve tornar a adoção do formato rápida e indolor. Por exemplo, a biblioteca libplot, parte do pacote GNU plotutils, já fornece suporte para SVG, fazendo com que o desenvolvimento de programas livres com suporte ao formato já esteja a pleno vapor.
Dificilmente, porém, haverá uma revolução na web por conta da introdução do formato. Tampouco é de se prever a obsolescência de formatos atualmente em uso graças ao SVG porque os padrões de imagens bitmap continuam úteis nas aplicações apropriadas.

## Dispositivos móveis
Devido às necessidades da indústria, foram introduzidos dois novos formatos no SVG 1.1: o "SVG Tiny" (SVGT) e o "SVG Basic" (SVGB). Ambos são derivados do SVG padrão, destinados a máquinas com limitações. Em particular, o SVG Tiny foi definido para dispositivos móveis com limitações de hardware, como os telemóveis (ou celulares). Já o SVG Basic é destinado a dispositivos móveis com mais capacidades, como os Assistentes Pessoais Digitais (PDA, sigla inglesa).

## Versões
- SVG 1.0 - lançado a 4 de Setembro de 2001.
- SVG 1.1 - lançado a 14 de Janeiro de 2003.
- SVG 1.2 - em estudo.
- SVG Tiny - (dispositivos móveis) lançado a 14 de Janeiro de 2003.
- SVG Tiny 1.2 - em estudo.
- SVG Basic - (dispositivos móveis) lançado a 14 de Janeiro de 2003.

## Programas para criar, editar e exportar gráficos SVG
- Apache  Squiggle - Visualizador baseado no framework SVG  Batik (Java) disponível em Apache Batik Project
- ABViewer - Visualizador, conversor e editor (comercial)
- Google Docs (Aplicação Web disponível em docs.google.com)
- SVG-edit (Aplicação web disponível em code.google.com/p/svg-edit)
- GIMP (Software livre)
- Inkscape (Software livre)
- Xara (Software livre para Linux - versão proprietária para Windows)
- Adobe Illustrator
- Corel Draw
- Microsoft Visio 2003
- Biblioteca RSVGTipsDevice da linguagem de programação R